# Polymorphanisus semperi
Polymorphanisus semperi is een schietmot uit de familie Hydropsychidae. De soort komt voor in het Oriëntaals gebied.